# Wimbledon Championships 2019
| ◄ Wimbledon Championships 2019 ►                                    | ◄ Wimbledon Championships 2019 ►      |
| ------------------------------------------------------------------- | ------------------------------------- |
| Datum:                                                              | 1. Juli – 14. Juli 2019               |
| Auflage:                                                            | 133 Wimbledon Championships           |
| Ort:                                                                | London                                |
| Belag:                                                              | Rasen                                 |
| Titelverteidiger                                                    |                                       |
| Herreneinzel:                                                       | Novak Đoković                         |
| Dameneinzel:                                                        | Angelique Kerber                      |
| Herrendoppel:                                                       | Mike Bryan Jack Sock                  |
| Damendoppel:                                                        | Barbora Krejčíková Kateřina Siniaková |
| Mixed:                                                              | Alexander Peya Nicole Melichar        |
| Sieger                                                              |                                       |
| Herreneinzel:                                                       | Novak Đoković                         |
| Dameneinzel:                                                        | Simona Halep                          |
| Herrendoppel:                                                       | Juan Sebastián Cabal Robert Farah     |
| Damendoppel:                                                        | Hsieh Su-wei Barbora Strýcová         |
| Mixed:                                                              | Ivan Dodig Latisha Chan               |
| Grand Slams 2019                                                    |                                       |
| - Australian Open - French Open - Wimbledon Championships - US Open |                                       |

Die 133. Wimbledon Championships waren das dritte von vier Grand-Slam-Turnieren der Saison, den am höchsten dotierten Tennisturnieren. Sie fanden vom 1. bis 14. Juli 2019 in London statt. Ausrichter war der All England Lawn Tennis and Croquet Club.
Titelverteidiger im Einzel waren Novak Đoković bei den Herren sowie Angelique Kerber bei den Damen. Im Herrendoppel waren Mike Bryan und Jack Sock und im Damendoppel Barbora Krejčíková und Kateřina Siniaková die Vorjahressieger. Titelverteidiger im Mixed waren Nicole Melichar und Alexander Peya.

## Preisgeld
Das Preisgeld betrug 38.000.000 Pfund Sterling (42.498.060 Euro), was einem Anstieg von 11,76 % gegenüber dem Vorjahr entsprach.
| Profitennis     | Profitennis | Profitennis | Profitennis |
| Erreichte Runde | Einzel      | Doppel*     | Mixed*      |
| --------------- | ----------- | ----------- | ----------- |
| Sieg            | 2.350.000 £ | 540.000 £   | 116.000 £   |
| Finale          | 1.175.000 £ | 270.000 £   | 58.000 £    |
| Halbfinale      | 588.000 £   | 135.000 £   | 29.000 £    |
| Viertelfinale   | 294.000 £   | 67.000 £    | 14.500 £    |
| Achtelfinale    | 176.000 £   | 32.000 £    | 7.000 £     |
| Dritte Runde    | 111.000 £   | 19.000 £    | 3.500 £     |
| Zweite Runde    | 72.000 £    | 12.000 £    | 1.750 £     |
| Erste Runde     | 45.000 £    |             |             |
| Q3              | 22.500 £    |             |             |
| Q2              | 13.250 £    |             |             |
| Q1              | 7.000 £     |             |             |

| Rollstuhltennis      | Rollstuhltennis | Rollstuhltennis |
| Erreichte Runde      | Einzel          | Doppel*         |
| -------------------- | --------------- | --------------- |
| Sieg                 | 46.000 £        | 18.000 £        |
| Finale               | 23.000 £        | 9.000 £         |
| Halbfinale           | 15.000 £        | 5.000 £         |
| Viertelfinale        | 10.000 £        |                 |
| Quad-Rollstuhltennis |                 |                 |
| Erreichte Runde      | Einzel          | Doppel*         |
| Sieg                 | 34.000 £        | 14.000 £        |
| Finale               | 17.000 £        | 7.000 £         |
| Halbfinale           | 8.500 £         |                 |

## Absagen
Folgende Spieler konnten aus unterschiedlichen Gründen nicht am Turnier teilnehmen:
- Juan Martín del Potro – Knieverletzung[2]

## Herreneinzel
Setzliste
| Nr. | Spieler            | Erreichte Runde |
| --- | ------------------ | --------------- |
| 01. | Novak Đoković      | Sieg            |
| 02. | Roger Federer      | Finale          |
| 03. | Rafael Nadal       | Halbfinale      |
| 04. | Kevin Anderson     | 3. Runde        |
| 05. | Dominic Thiem      | 1. Runde        |
| 06. | Alexander Zverev   | 1. Runde        |
| 07. | Stefanos Tsitsipas | 1. Runde        |
| 08. | Kei Nishikori      | Viertelfinale   |
| 09. | John Isner         | 2. Runde        |
| 10. | Karen Chatschanow  | 3. Runde        |
| 11. | Daniil Medwedew    | 3. Runde        |
| 12. | Fabio Fognini      | 3. Runde        |
| 13. | Marin Čilić        | 2. Runde        |
| 14. | Borna Ćorić        | Rückzug         |
| 15. | Milos Raonic       | Achtelfinale    |
| 16. | Gaël Monfils       | 1. Runde        |
| 17. | Matteo Berrettini  | Achtelfinale    |

| Nr. | Spieler                | Erreichte Runde |
| --- | ---------------------- | --------------- |
| 18. | Nikolos Bassilaschwili | 2. Runde        |
| 19. | Félix Auger-Aliassime  | 3. Runde        |
| 20. | Gilles Simon           | 2. Runde        |
| 21. | David Goffin           | Viertelfinale   |
| 22. | Stan Wawrinka          | 2. Runde        |
| 23. | Roberto Bautista Agut  | Halbfinale      |
| 24. | Diego Schwartzman      | 3. Runde        |
| 25. | Alex de Minaur         | 2. Runde        |
| 26. | Guido Pella            | Viertelfinale   |
| 27. | Lucas Pouille          | 3. Runde        |
| 28. | Benoît Paire           | Achtelfinale    |
| 29. | Denis Shapovalov       | 1. Runde        |
| 30. | Kyle Edmund            | 2. Runde        |
| 31. | Laslo Đere             | 2. Runde        |
| 32. | Dušan Lajović          | 1. Runde        |
| 33. | Jan-Lennard Struff     | 3. Runde        |

## Dameneinzel
Setzliste
| Nr. | Spielerin            | Erreichte Runde |
| --- | -------------------- | --------------- |
| 01. | Ashleigh Barty       | Achtelfinale    |
| 02. | Naomi Ōsaka          | 1. Runde        |
| 03. | Karolína Plíšková    | Achtelfinale    |
| 04. | Kiki Bertens         | 3. Runde        |
| 05. | Angelique Kerber     | 2. Runde        |
| 06. | Petra Kvitová        | Achtelfinale    |
| 07. | Simona Halep         | Sieg            |
| 08. | Elina Switolina      | Halbfinale      |
| 09. | Sloane Stephens      | 3. Runde        |
| 10. | Aryna Sabalenka      | 1. Runde        |
| 11. | Serena Williams      | Finale          |
| 12. | Anastasija Sevastova | 2. Runde        |
| 13. | Belinda Bencic       | 3. Runde        |
| 14. | Caroline Wozniacki   | 3. Runde        |
| 15. | Wang Qiang           | 3. Runde        |
| 16. | Markéta Vondroušová  | 1. Runde        |

| Nr. | Spielerin            | Erreichte Runde |
| --- | -------------------- | --------------- |
| 17. | Madison Keys         | 2. Runde        |
| 18. | Julia Görges         | 3. Runde        |
| 19. | Johanna Konta        | Viertelfinale   |
| 20. | Anett Kontaveit      | 3. Runde        |
| 21. | Elise Mertens        | Achtelfinale    |
| 22. | Donna Vekić          | 1. Runde        |
| 23. | Caroline Garcia      | 1. Runde        |
| 24. | Petra Martić         | Achtelfinale    |
| 25. | Amanda Anisimova     | 2. Runde        |
| 26. | Garbiñe Muguruza     | 1. Runde        |
| 27. | Sofia Kenin          | 2. Runde        |
| 28. | Hsieh Su-wei         | 3. Runde        |
| 29. | Darja Kassatkina     | 1. Runde        |
| 30. | Carla Suárez Navarro | Achtelfinale    |
| 31. | Maria Sakkari        | 3. Runde        |
| 32. | Lessja Zurenko       | 1. Runde        |

## Herrendoppel
Setzliste
| Nr. | Paarung                           | Erreichte Runde |
| --- | --------------------------------- | --------------- |
| 01. | Łukasz Kubot Marcelo Melo         | Viertelfinale   |
| 02. | Juan Sebastián Cabal Robert Farah | Sieg            |
| 03. | Raven Klaasen Michael Venus       | Halbfinale      |
| 04. | Mate Pavić Bruno Soares           | 2. Runde        |
| 05. | Jean-Julien Rojer Horia Tecău     | Viertelfinale   |
| 06. | Nikola Mektić Franko Škugor       | Achtelfinale    |
| 07. | Bob Bryan Mike Bryan              | Achtelfinale    |
| 08. | Henri Kontinen John Peers         | Viertelfinale   |

| Nr. | Paarung                              | Erreichte Runde |
| --- | ------------------------------------ | --------------- |
| 09. | Máximo González Horacio Zeballos     | Achtelfinale    |
| 10. | Jamie Murray Neal Skupski            | 1. Runde        |
| 11. | Nicolas Mahut Édouard Roger-Vasselin | Finale          |
| 12. | Rajeev Ram Joe Salisbury             | Achtelfinale    |
| 13. | Kevin Krawietz Andreas Mies          | 1. Runde        |
| 14. | Oliver Marach Jürgen Melzer          | 2. Runde        |
| 15. | Dominic Inglot Austin Krajicek       | 1. Runde        |
| 16. | Robin Haase Frederik Nielsen         | Achtelfinale    |

## Damendoppel
Setzliste
| Nr. | Paarung                               | Erreichte Runde |
| --- | ------------------------------------- | --------------- |
| 01. | Tímea Babos Kristina Mladenovic       | Halbfinale      |
| 02. | Barbora Krejčíková Kateřina Siniaková | Halbfinale      |
| 03. | Hsieh Su-wei Barbora Strýcová         | Sieg            |
| 04. | Gabriela Dabrowski Xu Yifan           | Finale          |
| 05. | Samantha Stosur Zhang Shuai           | 2. Runde        |
| 06. | Elise Mertens Aryna Sabalenka         | Viertelfinale   |
| 07. | Nicole Melichar Květa Peschke         | Viertelfinale   |
| 08. | Anna-Lena Grönefeld Demi Schuurs      | Viertelfinale   |

| Nr. | Paarung                               | Erreichte Runde |
| --- | ------------------------------------- | --------------- |
| 09. | Chan Hao-ching Latisha Chan           | Achtelfinale    |
| 10. | Ashleigh Barty Wiktoryja Asaranka     | Achtelfinale    |
| 11. | Lucie Hradecká Andreja Klepač         | 1. Runde        |
| 12. | Kirsten Flipkens Johanna Larsson      | 2. Runde        |
| 13. | Zheng Saisai Duan Yingying            | Achtelfinale    |
| 14. | Weronika Kudermetowa Jeļena Ostapenko | 1. Runde        |
| 15. | Irina-Camelia Begu Monica Niculescu   | Achtelfinale    |
| 16. | Ljudmyla Kitschenok Raquel Atawo      | 2. Runde        |

## Mixed
Setzliste
| Nr. | Paarung                        | Erreichte Runde |
| --- | ------------------------------ | --------------- |
| 01. | Bruno Soares Nicole Melichar   | Viertelfinale   |
| 02. | Jean-Julien Rojer Demi Schuurs | 2. Runde        |
| 03. | Mate Pavić Gabriela Dabrowski  | Achtelfinale    |
| 04. | John Peers Shuai Zhang         | Achtelfinale    |
| 05. | Wesley Koolhof Květa Peschke   | Halbfinale      |
| 06. | Nikola Mektić Alicja Rosolska  | Achtelfinale    |
| 07. | Máximo González Xu Yifan       | Rückzug         |
| 08. | Ivan Dodig Latisha Chan        | Sieg            |

| Nr. | Paarung                               | Erreichte Runde |
| --- | ------------------------------------- | --------------- |
| 09. | Neal Skupski Chan Hao-ching           | 2. Runde        |
| 10. | Michael Venus Katarina Srebotnik      | 2. Runde        |
| 11. | Édouard Roger-Vasselin Andreja Klepač | Achtelfinale    |
| 12. | Franko Škugor Raluca Olaru            | Viertelfinale   |
| 13. | Rohan Bopanna Aryna Sabalenka         | 2. Runde        |
| 14. | Fabrice Martin Raquel Atawo           | 2. Runde        |
| 15. | Roman Jebavý Lucie Hradecká           | Rückzug         |
| 16. | Divij Sharan Duan Yingying            | 2. Runde        |

## Junioreneinzel
Setzliste
| Nr. | Spieler                | Erreichte Runde |
| --- | ---------------------- | --------------- |
| 01. | Holger Rune            | Achtelfinale    |
| 02. | Jonáš Forejtek         | 1. Runde        |
| 03. | Thiago Agustín Tirante | 1. Runde        |
| 04. | Martin Damm            | Halbfinale      |
| 05. | Jiří Lehečka           | 2. Runde        |
| 06. | Brandon Nakashima      | Achtelfinale    |
| 07. | Toby Kodat             | 1. Runde        |
| 08. | Shintarō Mochizuki     | Sieg            |
| 09. | Bu Yunchaokete         | Rückzug         |

| Nr. | Spieler              | Erreichte Runde |
| --- | -------------------- | --------------- |
| 10. | Carlos Alcaraz       | Viertelfinale   |
| 11. | Otto Virtanen        | 1. Runde        |
| 12. | Liam Draxl           | 2. Runde        |
| 13. | Filip Cristian Jianu | Achtelfinale    |
| 14. | Shunsuke Mitsui      | 2. Runde        |
| 15. | Gauthier Onclin      | 1. Runde        |
| 16. | Keisuke Saitoh       | 1. Runde        |
| 17. | Harold Mayot         | Halbfinale      |

## Juniorinneneinzel
Setzliste
| Nr. | Spieler                     | Erreichte Runde |
| --- | --------------------------- | --------------- |
| 01. | Emma Navarro                | Halbfinale      |
| 02. | María Camila Osorio Serrano | 2. Runde        |
| 03. | Zheng Qinwen                | Achtelfinale    |
| 04. | Diane Parry                 | Halbfinale      |
| 05. | Hurricane Tyra Black        | 1. Runde        |
| 06. | Natsumi Kawaguchi           | Viertelfinale   |
| 07. | Sada Nahimana               | 1. Runde        |
| 08. | Alina Tscharajewa           | 1. Runde        |

| Nr. | Spieler               | Erreichte Runde |
| --- | --------------------- | --------------- |
| 09. | Mananchaya Sawangkaew | 1. Runde        |
| 10. | Alexa Noel            | Finale          |
| 11. | Kamilla Bartone       | 1. Runde        |
| 12. | Park So-hyun          | 2. Runde        |
| 13. | Anastassija Tichonowa | 1. Runde        |
| 14. | Joanna Garland        | 1. Runde        |
| 15. | Helene Pellicano      | 2. Runde        |
| 16. | Adrienn Nagy          | 1. Runde        |

## Juniorendoppel
Setzliste
| Nr. | Paarung                                             | Erreichte Runde |
| --- | --------------------------------------------------- | --------------- |
| 01. | Jonáš Forejtek Jiří Lehečka                         | Sieg            |
| 02. | Shintarō Mochizuki Holger Rune                      | Viertelfinale   |
| 03. | Martin Damm Toby Kodat                              | Halbfinale      |
| 04. | Matheus Pucinelli de Almeida Thiago Agustín Tirante | 1. Runde        |

| Nr. | Paarung                        | Erreichte Runde |
| --- | ------------------------------ | --------------- |
| 05. | Rinky Hijikata Otto Virtanen   | Rückzug         |
| 06. | Shunsuke Mitsui Keisuke Saitoh | Viertelfinale   |
| 07. | Liam Draxl Govind Nanda        | Finale          |
| 08. | Sergey Fomin Gauthier Onclin   | 1. Runde        |

## Juniorinnendoppel
Setzliste
| Nr. | Paarung                                 | Erreichte Runde |
| --- | --------------------------------------- | --------------- |
| 01. | Diane Parry Zheng Qinwen                | 1. Runde        |
| 02. | Alina Tscharajewa Anastassija Tichonowa | Viertelfinale   |
| 03. | Natsumi Kawaguchi Adrienn Nagy          | Achtelfinale    |
| 04. | Joanna Garland Park So-hyun             | Viertelfinale   |

| Nr. | Paarung                            | Erreichte Runde |
| --- | ---------------------------------- | --------------- |
| 05. | Alexa Noel Helene Pellicano        | Rückzug         |
| 06. | Ljubow Kostenko Sada Nahimana      | 1. Runde        |
| 07. | Chloe Beck Emma Navarro            | Viertelfinale   |
| 08. | Hurricane Tyra Black Shavit Kimchi | Achtelfinale    |

## Herreneinzel-Rollstuhl
Setzliste
| Nr. | Spieler           | Erreichte Runde |
| --- | ----------------- | --------------- |
| 01. | Shingo Kunieda    | Finale          |
| 02. | Gustavo Fernández | Sieg            |

## Dameneinzel-Rollstuhl
Setzliste
| Nr. | Spielerin      | Erreichte Runde |
| --- | -------------- | --------------- |
| 01. | Diede de Groot | Finale          |
| 02. | Yui Kamiji     | Halbfinale      |

## Herrendoppel-Rollstuhl
Setzliste
| Nr. | Paarung                        | Erreichte Runde |
| --- | ------------------------------ | --------------- |
| 01. | Stéphane Houdet Nicolas Peifer | Halbfinale      |
| 02. | Joachim Gérard Stefan Olsson   | Sieg            |

## Damendoppel-Rollstuhl
Setzliste
| Nr. | Paarung                       | Erreichte Runde |
| --- | ----------------------------- | --------------- |
| 01. | Diede de Groot Aniek van Koot | Sieg            |
| 02. | Marjolein Buis Giulia Capocci | Finale          |

## Quadeinzel
Setzliste
| Nr. | Spieler      | Erreichte Runde |
| --- | ------------ | --------------- |
| 01. | Dylan Alcott | Sieg            |
| 02. | David Wagner | 1. Runde        |